# Nœud de fée
Le nœud de fée ou nœud d'elfe (en anglais fairy-lock ou elflock) ou échelle de lutin, ou boucle de lutin, ou tresse du nain (en allemand Wichtelzopf) est un enchevêtrement apparaissant le plus souvent la nuit dans les cheveux des enfants endormis, les crins des chevaux ou les queues des vaches. Dans le folklore européen, ce sont les fées, les lutins ou les elfes qui en sont le plus souvent responsables.

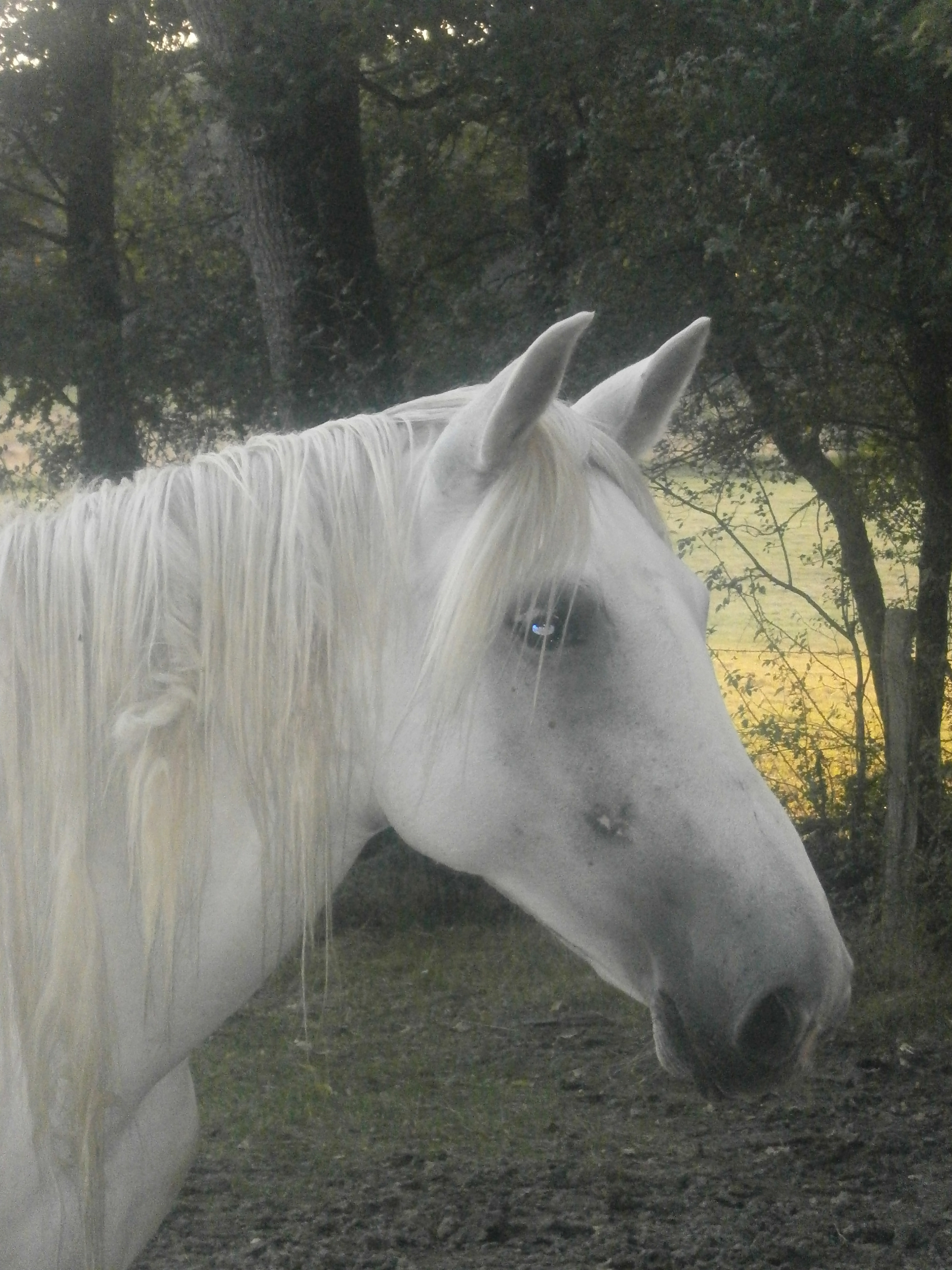
Cheval avec un nœud de fée dans sa crinière, attribué à l’œuvre d'un lutin

## Folklore
La tradition est répandue dans l'Europe entière. La découverte d'une tresse formée la nuit dans les cheveux ou la crinière d'un cheval signifiait la présence d'un membre du petit peuple. Les traditions s'opposent quant à l'interprétation de ces tresses, elles peuvent signifier soit une attention bénéfique, soit une cruelle plaisanterie. Mais dans la plupart des traditions, couper ou démêler le nœud magique sans précaution attire le malheur. Le sens occulte est sans doute celui attribué aux nœuds qui symbolisent l'influence sur le destin.
La première mention remonte à 1231 avec Guillaume d'Auvergne qui décrit dans son ouvrage De universo creaturarum : « Les esprits malins se livrent à d'autres mystifications [...], parfois également dans les écuries [...] ; les crinières des chevaux sont soigneusement tressées ».
Des pathologistes ont fait le lien entre ces nœuds spontanés et l'apparition de la plique polonaise, enchevêtrement extrême et pathologique de certaines chevelures,.

### France
En France, les lutins tressant les cheveux et les crins jouent le rôle des elfes des pays anglo-saxons. Ce sont eux qui s'amusent à « lutiner les cheveux des filles » en leur tressant des nœuds indémêlables aussi appelés échelles de lutins.
Dans les plus vieilles traditions connues remontant au XIIIe siècle, des sortes de fées vêtues de blanc tressaient les crinières pendant la nuit. On pouvait en avoir la preuve aux gouttes de cire que l'on retrouvait au matin sur le cou des chevaux.
La tradition est présente dans de nombreuses régions de France. En Normandie vers 1830, on attribuait ces nœuds à des fées qui empruntaient les chevaux pour leurs chevauchées nocturnes. Dans le Berry, ce sont les follets qui chevauchent ainsi, utilisant ces petits nœuds comme des étriers, tandis que l'âne (aux poils plus courts) est épargné en raison de sa place dans la Nativité. On rencontre également le Poulpiquet, le Korrigan ou encore le Boudic en Bretagne, le Sôtré en Lorraine, le Familiarak en Navarre et le Famillion, son équivalent en Catalogne. En Anjou, un lutin du nom de Pennette tressait parfois la crinière et la queue des chevaux, ou au contraire embrouillait leurs crins, de manière à faire enrager le garçon d'écurie. Dans la Creuse, ce ne sont plus des esprits malins mais le Diable lui-même qui tresse la nuit. Le Drac du Cantal s'amuse lui à attacher les vaches par leur queue.
Plusieurs techniques bretonnes visent à éviter les visites nocturnes des esprits farceurs et tresseurs : placer le bâton de charrue dans le râtelier, disposer des grains sur une planche en équilibre que le lutin renverse et ne peut complètement ramasser, mettre un bouc dans l'écurie, brûler des crins avec un cierge béni.
Comme ailleurs en Europe, couper ces nœuds magiques porte malheur. Dans le Berry, la jument pourrait avorter ou le cheval mourir, comme en Franche-Comté. En Gironde, le cheval dépérira si les nœuds sont coupés alors qu'il engraissera si on les laisse en place. En Bretagne ou dans la région de Lyon, c'est au propriétaire du cheval que le lutin s'en prendra. Si l'on veut se débarrasser des nœuds sans risque, il est conseillé en Bretagne d'utiliser une faux.

### Italie
Dans le sud de l'Italie, le lauro (it) est une sorte de lutin plutôt malveillant, qui peut parfois tresser la crinière des chevaux la nuit. Il ne faut alors absolument pas dénouer la tresse sinon le cheval mourrait instantanément, et plutôt attendre que le nœud tombe tout seul. On peut aussi essayer de demander l'aide du Lauro en lui offrant des bonbons faits-maison placés à côté de l'animal, en grand secret. Le linchetto (it), italien lui-aussi, s'amuse dans l'étable à tresser les queues des vaches et les crinières des chevaux. Le buffardello (it) mêle un peu de salive pour tresser au plus serré les poils des chevaux et les cheveux des belles filles. Pour s'en protéger, on peut déposer un bol de riz que l'esprit malicieux renversera dans la nuit, mais quand les grains seront à terre, il ne pourra s'empêcher de les compter et recompter, oubliant de jouer d'autres tours. Le Follet de la vallée d'Aoste s'amuse comme le Drac français à attacher les vaches par leur queue.
En Italie également, il est préférable de ne pas démêler les nœuds de fées, moins par ce que cela attirerait le malheur que par qu'ils seraient un signe de bénédiction des fées.

### En Amérique francophone
Les colons français ont exporté leurs traditions et leur petit peuple dans les territoires américains : En Acadie ou à Terre-Neuve, les lutins viennent dans l'écurie tresser les crins des chevaux.

### Suisse
En Suisse, on prévient les nœuds du Foulla lors de ses visites à l'écurie en suspendant une pierre naturellement trouée.

### Grande-Bretagne
Les premières mentions des nœuds d'elfes en langue anglaise se trouve dans les œuvres de Shakespeare qui les cite deux fois :
- Dans Roméo et Juliette, Mercutio décrit les nombreux sorts magiques de la reine Mab (une fée). Ici encore, les nœuds ne portent malheur que s'ils sont démêlés :

« C'est cette même reine Mab,

Qui tresse la crinière des chevaux la nuit
 
Et fabrique les nœuds magiques [elflocks] dans les cheveux des salopes

Qui, une fois démêlés, font arriver de sombre malheur. »
- Dans Le Roi Lear, Edgar cherchant à se faire passer pour fou, « emmêle [s]es cheveux comme un elfe »[note 2]. Shakespeare utilise d'ailleurs ici le verbe to elf, signifiant feutrer en anglais ancien[2]. Il a été remarqué que Shakespeare n'attribue ces nœuds qu'à des elfes et non des fées[16].

Walter Scott rapporte l'aventure fantastique qui serait arrivée en 1769 à Breadalbane où un homme enlevé par des démons aurait eu « la chevelure tressée à double-nœud selon la manière des elfes »,.

### Allemagne et pays germaniques
Jacob Grimm fait remarquer le lien entre Dame Holle qui enchevêtre les cheveux des gens et qui a elle-même les cheveux emmêlés. Il dresse également la liste des noms allemands des nœuds de fée : Alpzopf (tresse d'Alp, l'Alp étant une sorte d'elfe germanique), Drutenzopf (tresse de Drude, le Drude (de) étant un esprit nocturne malveillant associé aux cauchemars), Wichtelzopf (tresse de nain), Weichelzopf (tresse d'âme en peine), Mahrenlocke (tresse de cauchemar), Elfklatte (nœud d'elfe). 

### Europe de l'Est
Ces nœuds sont appelés Skrzot en polonais. En Pologne et dans les pays voisins, on reprochait souvent aux sorcières et aux mauvais esprits l'apparition de la plique polonaise. Afin de ne pas perturber les esprits et, pour le pacifier, des offrandes comme des pièces de monnaie étaient parfois insérées dans la plique. Dans certaines régions polonaises, on coupait la tresse à Pâques avant de la brûler.
En Bohème, vers 1600, on proposait cette recette pour éloigner les esprits des chevaux : « Pendant le premier quartier de la nouvelle lune, avec des branches de prunellier, faites une petite flèche cloutée et une poupée, et suspendez-la à la porte de l'écurie. L'esprit jouera avec et laissera le bétail tranquille ».

### Europe du Nord
On retrouve les noms de Mahrenlocke (nœud de cauchemar) ou Elfklatte (nœud 'elfe) en néerlandais et Marelok (tresse de cauchemar) en danois. En Scandinavie, les nœuds sur les crinières sont appelés nisseflette, nisse-plaits, ou nusseflette. Les défaire pouvait attirer le mauvais œil,.
Dans la Russie du nord, le Domovoï est connu pour se jeter la nuit sur la femme qu'il aime et lui tresser les cheveux.